# 尉遲勝
尉迟勝（?—?），姓尉迟氏，8世纪于阗国王，唐朝將領。
于阗王尉迟珪长子，少年嗣位。唐玄宗天宝年间，向皇帝进贡名马美玉，受到玄宗赏赐，赐他娶宗室女，授为右威卫将军、毗沙都督府都督。尉遲勝归国后，和安西节度使高仙芝一起击破萨毗、播仙，加封银青光禄大夫、鸿胪卿，改为光禄卿。唐肃宗至德年间，尉遲勝听说安禄山谋反，命兄弟尉迟曜行于阗国事，自率领五千军马赴难。唐肃宗以他为特进，兼殿中监。唐代宗广德年间，尉遲勝爲骠骑大将军、毗沙府都督、于阗王，令他回国，他请留长安宿卫，把王位让弟弟尉迟曜，封为武都王。唐德宗建中四年（783年），泾原兵变，尉遲勝随皇帝至奉天，兼御史中丞。兴元元年（784年），尉遲勝为右领军将军、右威卫大将军，历任睦王李述傅。贞元三年（787年），弟弟尉迟曜请立尉迟胜的儿子尉迟锐即位，尉迟胜上表力辞。他六十四岁去世，贞元十年（794年），赠凉州都督。

## 延伸阅读
[在维基数据编辑]
 《舊唐書/卷144》，出自刘昫《舊唐書》
 《新唐書·卷110》，出自《新唐書》